# IGFL1
IGFL1 (англ. IGF like family member 1) – білок, який кодується однойменним геном, розташованим у людей на довгому плечі 19-ї хромосоми. Довжина поліпептидного ланцюга білка становить 110 амінокислот, а молекулярна маса — 12 363.
| 10         |  | 20         |  | 30         |  | 40         |  | 50         |
| ---------- |  | ---------- |  | ---------- |  | ---------- |  | ---------- |
| MAPRGCIVAV |  | FAIFCISRLL |  | CSHGAPVAPM |  | TPYLMLCQPH |  | KRCGDKFYDP |
| LQHCCYDDAV |  | VPLARTQTCG |  | NCTFRVCFEQ |  | CCPWTFMVKL |  | INQNCDSART |
| SDDRLCRSVS |  |            |  |            |  |            |  |            |

A: Аланін

C: Цистеїн

D: Аспарагінова кислота

E: Глутамінова кислота

F: Фенілаланін

G: Гліцин

H: Гістидин

I: Ізолейцин

K: Лізин

L: Лейцин

M: Метіонін

N: Аспарагін

P: Пролін

Q: Глутамін

R: Аргінін

S: Серин

T: Треонін

V: Валін

W: Триптофан

Секретований назовні.